# Agana Heights
Agana Heights (em chamorro Tutuhan; não confundir com Agana - a capital do território) é uma cidade da dependência norte-americana de Guam, localizada na Micronésia.